# Ziziphus zeyheriana
Ziziphus zeyheriana là một loài thực vật có hoa trong họ Táo. Loài này được Sond. miêu tả khoa học đầu tiên..